# BŠ-72 Andrija Mohorovičić
BŠ-72 Andrija Mohorovičić je ratni brod u sastavu flote Hrvatske ratne mornarice. Prema klasifikaciji, radi se o školskom brodu. Brod je izgrađen u poljskom brodogradilištu Stocznia Północna (Gdansk), kao brod iz klase hidrografskih brodova Projekta 861 (NATO-va oznaka Moma). Brod je izgrađen 1971. godine, a u službu je ušao 1972. godine (oznaka PH-33). Prvotna namjena broda je bila za hidrograska istraživanja, odnosno služio je kao ploveći laboratorij Državnog hidrografskog instituta. Brod je zapljenjen 1991. godine, kada je ušao u sastav flote HRM. Danas služi kao školski brod za potrebe HRM.
Brod se nalazi u sastavu Obalne straže Republike Hrvatske. Pored nadziranja ZERP-a, kao školski brod služi kadetima i mlađim časnicima i dočasnicima za obuku na moru te je namijenjen potrebama spašavanja i traganja na moru, kao i evakuaciji stanovništva s otoka.
Na brodu je od naoružanja jedino brodski top PZO 20 mm.

## Galerija
- Poljski hidrografski istraživački brod iste klase ORP Kopernik
- BŠ-72 u Lori

## Vanjske poveznice
|  | Zajednički poslužitelj ima još gradiva o temi BŠ-72 Andrija Mohorovičić |